# Gunyuño
Die Sprache Bainouk-gunyuño (banyum, banyun, bagnoun, banhum, bainuk, banyuk, banyung, elomay, elunay; ISO 639-3 ist bab) ist eine westatlantische Sprache, die von 8.000 Einwohnern Guinea-Bissaus südlich des Flusses Casamance gesprochen wird.
Sie ist die Muttersprache des Volkes der Bainuk und zählt zu den Banyun-Sprachen.
Die Sprache ist verwandt mit dem Bainouk-Gunyaamolo im Senegala und in Gambia.